# Ben Harpur
Ben Harpur, född 12 januari 1995, är en kanadensisk professionell ishockeyspelare som spelar för Toronto Maple Leafs i NHL.
Han har tidigare spelat på NHL-nivå för Ottawa Senators och på lägre nivåer för Belleville Senators och Binghamton Senators i AHL, Evansville Icemen i ECHL samt Barrie Colts och Guelph Storm i OHL.

## Klubblagskarriär

### NHL

#### Ottawa Senators
Harpur draftades i fjärde rundan i 2013 års draft av Ottawa Senators som 108:e spelare totalt.

#### Toronto Maple Leafs
Han tradades den 1 juli 2019, tillsammans med Cody Ceci, Aaron Luchuk och ett val i tredje rundan i NHL-draften 2020, till Toronto Maple Leafs i utbyte mot Nikita Zaitsev, Connor Brown och Michael Carcone.

## Statistik
| 2010–2011   | Niagara Falls Canucks Minor Midget | SCTA        | 43  | 6  | 12 | 18 | 111 | —  | — | — | —  | —  |
| 2011–2012   | Guelph Storm                       | OHL         | 34  | 1  | 3  | 4  | 22  | —  | — | — | —  | —  |
| 2012–2013   | Guelph Storm                       | OHL         | 67  | 3  | 12 | 15 | 59  | 5  | 0 | 0 | 0  | 2  |
| 2013–2014   | Guelph Storm                       | OHL         | 67  | 3  | 13 | 16 | 69  | 20 | 1 | 4 | 5  | 12 |
| 2014–2015   | Guelph Storm                       | OHL         | 28  | 4  | 16 | 20 | 40  | —  | — | — | —  | —  |
|             | Barrie Colts                       | OHL         | 29  | 1  | 10 | 11 | 22  | 9  | 2 | 4 | 6  | 6  |
| 2015–2016   | Ottawa Senators                    | NHL         | 5   | 0  | 1  | 1  | 2   | —  | — | — | —  | —  |
|             | Binghamton Senators                | AHL         | 47  | 2  | 4  | 6  | 34  | —  | — | — | —  | —  |
|             | Evansville Icemen                  | ECHL        | 4   | 0  | 2  | 2  | 2   | —  | — | — | —  | —  |
| 2016–2017   | Ottawa Senators                    | NHL         | 6   | 0  | 0  | 0  | 0   | 9  | 0 | 2 | 2  | 4  |
|             | Binghamton Senators                | AHL         | 63  | 2  | 25 | 27 | 81  | —  | — | — | —  | —  |
| 2017–2018   | Ottawa Senators                    | NHL         | 41  | 0  | 1  | 1  | 21  | —  | — | — | —  | —  |
|             | Belleville Senators                | AHL         | 19  | 2  | 9  | 11 | 31  | —  | — | — | —  | —  |
| 2018–2019   | Ottawa Senators                    | NHL         | 51  | 1  | 4  | 5  | 56  | —  | — | — | —  | —  |
| 2019–2020   | Toronto Maple Leafs                | NHL         | —   | —  | —  | —  | —   | —  | — | — | —  | —  |
| NHL totalt  | NHL totalt                         | NHL totalt  | 103 | 1  | 6  | 7  | 79  | 9  | 0 | 2 | 2  | 4  |
| AHL totalt  | AHL totalt                         | AHL totalt  | 129 | 6  | 38 | 44 | 146 | —  | — | — | —  | —  |
| ECHL totalt | ECHL totalt                        | ECHL totalt | 4   | 0  | 2  | 2  | 2   | —  | — | — | —  | —  |
| OHL totalt  | OHL totalt                         | OHL totalt  | 225 | 12 | 54 | 66 | 212 | 34 | 3 | 8 | 11 | 20 |